# Hendricus Wessel
Hendricus Franciscus Wessel (Amsterdam, 17 december 1887 – aldaar, 4 augustus 1977) was een Nederlandse atleet, die was gespecialiseerd in de marathon. Hij werd Nederlands kampioen op de 25 km, Nederlands recordhouder op de marathon en vertegenwoordigde Nederland eenmaal op de Olympische Spelen.

## Biografie
In 1918 werd Wessel Nederlands kampioen op de 25 km met een tijd van 1:40.21. Hij vertegenwoordigde Nederland op de Olympische Spelen van 1920 in Antwerpen, waar hij deelnam aan de marathon. Hierin behaalde hij een 26e plaats in 3:00.17,0. Zijn landgenoot Christiaan Huijgens moest in deze wedstrijd voor de finish opgeven. De olympische marathon werd gewonnen door de Fin Hannes Kolehmainen in een wereldrecord van 2:32.35,8.
Hendricus Wessel, die lid was van de Amsterdamse atletiekvereniging Blauw-Wit, vestigde in 1914 met een tijd van 3:11.23,8 het allereerste Nederlandse record op de marathon. Dit hield stand tot 1931. Hoewel zijn in 1920 in Antwerpen gelopen tijd aanzienlijk sneller was, werd dit niet als Nederlands record erkend. Dit had te maken met het feit, dat de KNAU tot 1932 het beleid voerde om prestaties die in het buitenland waren geleverd, voor zover die hiervoor in aanmerking kwamen, niet als Nederlands record te erkennen.
Wessel heeft bovendien van 1917 tot 1929 het Nederlandse record op het niet meer gangbare onderdeel half uur hardlopen in handen gehad met een afstand van 8.738,70 m.

## Nederlandse kampioenschappen
| Onderdeel | Jaar |
| --------- | ---- |
| 25 km     | 1918 |

## Palmares

### 25 km
- 1918:  NK - 1:40.21

### marathon
- 1914:  marathon van Amsterdam - 3:11.23,8[2]
- 1920: 26e OS - 3:00.17